# Перелини, Аполло
Аполло Перелини (англ. Apollo Perelini, родился 16 июля 1969 года в Окленде) — самоанский и новозеландский регбист, игрок в регбилиг и регбийный тренер, главный тренер сборных ОАЭ по регби-15 и регби-7.

## Биография

### Семья
Родился в Окленде, имя получил в честь программы «Аполлон-11». Имеет новозеландское и самоанское гражданство, проживает в Дубае. Сын — Ноа, занимается профессионально регби.

### Регбийная карьера
Аполло начинал свою карьеру в регби-15, выступая в первенстве провинций Новой Зеландии за команды Окленда и Норт-Харбора на позиции игрока задней линии. Первую игру провёл за сборную Самоа 28 мая 1991 года против Тонга в Нукуалофа. На чемпионате мира по регби 1991 года выступал на позиции правого фланкера за сборную Самоа, сыграв в четырёх матчах — за свой жёсткий стиль игры и захваты он получил прозвище «Терминатор». Сборная Самоа на том турнире выиграла у Уэльса и Аргентины, проиграв Австралии в групповом этапе, и вышла в четвертьфинал, где уступила Шотландии. Последнюю игру сыграл 31 июля 1993 года против Новой Зеландии в Окленде.

### Регбилиг и возвращение в регби
В 1994 году Перелини получил предложение перейти в регбилиг от английского клуба «Сент-Хеленс». Изначально он отказывался, но затем согласился и перешёл в другой вид спорта — регбилиг (регби-13). В составе команды он играл с 1994 по 2000 годы на позиции столба и игрока второй линии. В 1995 году прошёл чемпионат мира по регбилиг, на котором Перелини сыграл за команду Самоа и стал первым самоанцем, сыгравшим на чемпионатах мира по регби-15 и регби-13. В 1996 году Перелини сыграл за «Сент-Хеленс» в финале Кубка вызова по регбилиг против команды «Брэдфорд Буллз» — он занёс на последней минуте попытку и принёс команде победу со счётом 40:32. По итогам Суперлиги 1996 года, первого сезона Суперлиги, он попал в Символическую сборную Суперлиги 1996 года на 8-й позиции.
В субботу 13 января 1996 года Перелини играл в финале Кубка Лиги по регбилиг сезона 1995/1996 в Хаддерсфилде на стадионе «Альфред Макэлпайн» против «Уиган Уорриорз», в котором его команда потерпела поражение 16:25. В 1997 году Перелини снова выиграл финал Кубка вызова 1997 года — и снова был повержен клуб «Брэдфорд Буллз» со счётом 32:22. В 1999 и 2000 годах Перелини выходил в гранд-финалы Суперлиги, в которых его «Сент-Хеленс» выигрывали у «Брэдфорд Буллз» (8:6) и «Уиган Уорриорз» (29:16) соответственно. Благодаря победе 1999 года команда вышла в Мировой клубный вызов 2000 года — противником стал клуб «Мельбурн Сторм», чемпион Национальной регбийной лиги. Перелини начинал игру на скамейке запасных, а его команда проиграла 44:6.
В возрасте 33 лет Перелини завершил регбилиг-карьеру и перешёл в «Сейл Шаркс», команду классического регби из чемпионата Англии.

### Тренерская карьера
После завершения игровой карьеры Перелини был в тренерском штабе «Сейл Шаркс». С 2004 по 2008 годы был тренером клуба «Сент-Хеленс» по физической подготовке и оттачиванию навыков. Команда выиграла четыре раза Кубок вызова в 2004, 2006, 2007 и 2008 годах, четырежды выигрывала регулярное первенство Суперлиги с 2005 по 2008 годы, выиграла Клубный чемпионат мира 2007 года и Гранд-финал 2006 года. В 2006 году стала командой года по версии BBC.
После переезда в Дубай Перелини стал директором спорта в частной дубайской школе Рептон, занимает должность директора (High Performance) в Федерации регби ОАЭ, руководит регбийной академией собственного имени и женской регбийной академией JETS. С 2015 года руководит сборной ОАЭ по регби-15, с которой участвовал в отборе на Чемпионат мира по регби 2019 и в нескольких соревнованиях чемпионата Азии по регби, также и по регби-7.